# ناحیه توسکارورا، شهرستان بردفرد، پنسیلوانیا
توسکارورا، شهرستان بردفرد، پنسیلوانیا (به انگلیسی: Tuscarora Township, Bradford County, Pennsylvania) یک منطقهٔ مسکونی در ایالات متحده آمریکا است که در پنسیلوانیا واقع شده‌است.

## خصوصیات
توسکارورا ۷۶٫۵ کیلومترمربع مساحت و ۱٬۱۳۱ نفر جمعیت دارد.